# Envenenamiento por cerveza en Mozambique

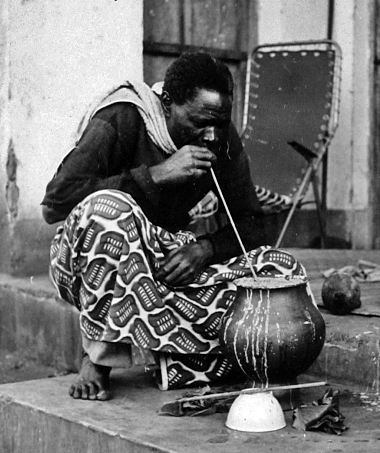
Un hombre bebiendo pombe tradicionalmente elaborado

El 11 de enero de 2015, las autoridades de Mozambique informaron que 69 personas murieron y casi 200 fueron hospitalizados después de beber cerveza contaminada. De acuerdo con funcionarios locales, todas las personas afectadas en el incidente habían consumido la cerveza local, pombe, que dijeron que eran probable envenenados con bilis de cocodrilo. No obstante, un artículo de Forbes opuso a esta hipótesis y apunta a una planta tóxica como el veneno probable. Funcionarios locales dijeron que las personas que habían consumido la cerveza se quejaron de dolores musculares y diarrea. Las muestras de cerveza y sangre fueron enviados a la ciudad capital de Maputo para pruebas de laboratorio.

## Envenenamiento
Radio Mozambique informó que 69 personas de las aldeas de Chitima y Songa murieron y 196 fueron hospitalizados después de un funeral, el 9 de enero en la parte occidental del país. Los afectados habían bebido cerveza pombe hecho en casa, una bebida fermentada con levadura de trigo y azúcar. Entre los primeros reportados muertos al día siguiente fue al propietario del puesto de bebidas, dos de sus parientes y cuatro vecinos. El director del distrito de Salud, Mujer y Acción Social en la región Cahora Bassa, dijo que los hospitales de la zona se vieron inundados de personas que sufren de calambres y diarrea y que más personas habían muerto.

## Reacción
Las muestras de la cerveza, la sangre y los objetos sospechosos que se encuentran dentro del bidón han sido enviados para su análisis al Laboratorio Nacional.
El 12 de enero, 169 personas seguían hospitalizadas. El presidente de Mozambique, Armando Guebuza, anunció tres días de luto nacional.

## Bilis de cocodrilo
Los primeros informes sugirieron que la cerveza se habían envenenado con "bilis de cocodrilo", conocido y vendido por los profesionales locales como "nduru". La revista Forbes publicó un artículo en línea, citando estudios del Profesor N. Z. Nyazema en la Revista de Medicina de África Central en 1984 y 1985 que sugería que la bilis de cocodrilo es relativamente inofensivo, y sugiere el ingrediente activo en tales envenenamientos era probable que algunos glucósidos cardíacos, como digitalis. Escribiendo para Forbes, David Kroll dijo que toda mención de la bilis de cocodrilo había terminado después de los informes iniciales.
Foxglove, la fuente normal de la digitalis, se ha convertido en común en el área después de la introducción de los colonos europeos. La levadura utilizada no es el mismo que el de elaboración de la cerveza tradicional de estilo europeo, sino Schizosaccharomyces pombe.